# Ralph Metcalfe
Ralph Harold Metcalfe (ur. 30 maja 1910 w Atlancie, zm. 10 października 1978 w Chicago) – amerykański lekkoatleta sprinter, mistrz olimpijski, później polityk.
Ukończył studia na University of Southern California. Był pierwszym Afroamerykaninem, który osiągnął światowe sukcesy w lekkiej atletyce. Był uznawany za najszybszego człowieka na świecie między 1932 a 1934. 10-krotnie wyrównywał rekord świata w biegu na 100 metrów wynikiem 10,3, ustanowił też rekord świata w biegu na 200 metrów na prostej (czasem 21,0 s w 1933) oraz w sztafecie 4 × 100 metrów (39,8 s w 1936).
Na igrzyskach olimpijskich w 1932 w Los Angeles zdobył srebrny medal w biegu na 100 metrów i brązowy w biegu na 200 metrów (oba biegi wygrał jego rodak Eddie Tolan). Na igrzyskach olimpijskich w 1936 w Berlinie ponownie został wicemistrzem w biegu na 100 metrów (za Jesse Owensem), a w sztafecie 4 × 100 metrów, która biegła w składzie: Owens, Metcalfe, Foy Draper i Frank Wykoff,  wywalczył złoty medal.
Zdobył mistrzostwo Stanów Zjednoczonych (AAU) w biegu na 100 metrów w latach 1932–1934 oraz w biegu na 200 metrów w latach 1932–1936. Był akademickim mistrzem Stanów Zjednoczonych (NCAA) w biegach na 100 i na 200 metrów (lub na 100 i 220 jardów) w latach 1932–1934. 
Po II wojnie światowej został politykiem, najpierw działając w radzie miejskiej Chicago, a od 1971 do swej śmierci w 1978 zasiadał w Izbie Reprezentantów jako członek Partii Demokratycznej wybierany w pierwszym okręgu wyborczym w Illinois.